# Panda Bear Meets the Grim Reaper
Panda Bear Meets the Grim Reaper è il quinto album in studio del musicista statunitense Panda Bear, pubblicato nel gennaio 2015 dalla Domino Records.

## Tracce
1. Sequential Circuits – 3:35
2. Mr Noah – 4:13
3. Davy Jones' Locker – 0:35
4. Crosswords – 3:36
5. Butcher Baker Candlestick Maker – 3:07
6. Boys Latin – 4:12
7. Come to Your Senses – 7:23
8. Tropic of Cancer – 6:12
9. Shadow of the Colossus – 0:17
10. Lonely Wanderer – 4:19
11. Principe Real – 4:54
12. Selfish Gene – 5:05
13. Acid Wash – 3:42